# Hérisson
Hérisson là một xã ở tỉnh Allier thuộc miền trung nước Pháp.